# Vanth (astronomia)
Vanth (ufficialmente S/2005 (90482) Orcus I Vanth) è l'unico satellite naturale noto del plutino e candidato pianeta nano Orco.
Fu scoperto il 13 novembre 2005, utilizzando immagini del Telescopio spaziale Hubble, dagli astronomi statunitensi Michael E. Brown e T.A. Suer, che ne annunciarono la scoperta il 22 febbraio 2007.
Vanth fa parte della categoria degli oggetti transnettuniani ed ha un diametro di circa un terzo del corpo celeste principale Orco.
Il satellite orbita intorno ad Orco in un periodo di circa 10 giorni, corrispondente al periodo di rotazione del suo corpo celeste madre, il che fa supporre che Orco e Vanth siano fra loro in accoppiamento di marea, ovvero che la sincronizzazione della rotazione del corpo celeste madre e della rivoluzione del suo satellite è tale che il satellite rivolga sempre la stessa faccia verso il corpo celeste madre, come accade a Plutone con Caronte, o alla Terra con la Luna.

## Etimologia
Il nome deriva dalla mitologia etrusca: Vanth era la divinità psicopompa che porta le anime nell'oltretomba, corrispondente alle Moire della mitologia greca. Il nome è stato scelto in analogia alle altre divinità degli inferi che hanno dato il nome al corpo celeste madre Orco ed al pianeta nano Plutone e ai suoi satelliti Idra e Notte, che si trovano circa alla stesso semiasse maggiore di Orco, rispetto al Sole, ma dalla parte opposta.
Orco e Plutone sono infatti entrambi plutini ed hanno quindi la medesima  risonanza orbitale (3:2), ovvero entrambi compiono 2 rivoluzioni attorno al Sole esattamente nel tempo in cui Nettuno ne compie 3.